# Eurypon unispiculum
Eurypon unispiculum är en svampdjursart som först beskrevs av Carter 1880.  Eurypon unispiculum ingår i släktet Eurypon och familjen Raspailiidae. Inga underarter finns listade i Catalogue of Life.